# Gratioleae
Gratioleae Benth., 1835 è una tribù di piante angiosperme appartenenti alla famiglia delle Plantaginaceae.

## Etimologia
Il nome della tribù deriva dal suo genere tipo Gratiola L., 1753 la cui etimologia deriva dalla parola latina "gratia" (= gradevolezza, piacevolezza, amabilità) con riferimento alle qualità medicinali delle piante di questo genere.
Il nome scientifico della tribù è stato definito dal botanico inglese George Bentham (1800 - 1884) nella pubblicazione "Edwards's Botanical Register; or, Flower Garden and Shrubbery. London. - 21" del 1835.

## Descrizione

### Portamento
Il portamento delle specie di questa sottotribù è erbaceo (annuale o perenne), spesso è acquatico (o subemergente, solo le infiorescenze sono fuori dall'acqua). Nelle specie acquatiche la forma biologica prevalente è idrofita natante (I nat), sono piante le cui gemme si trovano sommerse o natanti; non presentano radici ancoranti e galleggiano sulla superficie dell'acqua. I fusti possono essere da prostrati a ascendenti con sezioni arrotondate oppure fortemente quadrangolari a causa della presenza di fasci di collenchima posti nei quattro vertici, mentre le quattro facce sono concave. Queste piante si presentano glabre o sparsamente ghiandolari-pubescenti.

### Foglie
Le foglie cauline hanno una disposizione opposta e sono da sessili a subsessili, oppure sono picciolate. In alcune specie sono presenti delle rosette basali, in altre il portamento è verticillato con una lamina pennatifida e segmenti filiformi. Normalmente la lamina ha delle forme da lineari-lanceolate a ovoide, orbicolari o deltate con apici da ottusi a acuminati e margini da interi a variamente dentati o crenati.

### Infiorescenze
Le infiorescenze sono racemose e frondose. In alcune casi sono presenti dei gruppi ascellari formati da alcuni fiori. I fiori sono da semiamplessicauli o sessili a pedicellati. In  Amphianthus l'infiorescenza consiste in un solo fiore sessile e fertile sotteso da due foglie galleggianti sull'acqua e alcuni fiori cleistogami subemersi al livello delle rosette basali. In genere sono presenti 2 bratteole di tipo fogliaceo nei pressi del calice, ma non in tutte le specie.

### Fiori
I fiori sono ermafroditi, zigomorfi e tetraciclici (ossia formati da 4 verticilli: calice– corolla – androceo – gineceo) e tetrameri (i verticilli del perianzio hanno più o meno 4 elementi ognuno).
- Formula fiorale:

X o * K (4-5), [C (4) o (2+3), A 2+2 o 2], G (2), capsula.
- Il calice, gamosepalo, è formato da un tubo campanulato terminante con 5 lobi da subuguali a più o meno subbilabiati a volte embricati. Nelle forme bilabiate i due lobi superiori sono larghi a forma ovoide, quelli inferiori sono più piccoli, con forme da lineari a lanceolate. In alcune specie il calice ha una particolare forma a cucchiaio (cocleariforme). In altre specie i lobi hanno delle forme triangolari.

- La corolla, gamopetala e subruotata, è formata da un tubo da cilindrico o campanulato a tubolare, terminante con due labbra. Il tubo in alcune specie è allungato e dilatato alla gola, in altre è molto stretto, subulato e termina in modo bilabiato. Il labbro inferiore è formato da 3 lobi; quello superiore è formato da 2 lobi e in genere è più piccolo di quello inferiore. I lobi possono essere arrotondati e patenti. Il colore della corolla è purpureo più o meno forte, rosa, bianco, blu, giallo o violetto; in alcune specie la gola è chiazzata di giallo.

- L'androceo è formato da 2 - 4 stami inclusi (o sporgenti) nel tubo corollino. In alcune specie sono presenti 2 staminoidi, in altre specie il paio abassiale è ridotto o mancante. I filamenti sono adnati alla corolla (inseriti sul lato superiore del tubo della corolla). Le antere hanno due teche parallele, separate o contigue. Sono presenti specie monoteche.

- Il gineceo è bicarpellare (sincarpico - formato dall'unione di due carpelli connati). L'ovario è supero è obcordato oppure da ellissoide a globoso o ovoide. Gli ovuli per loculo sono numerosi, hanno un solo tegumento e sono tenuinucellati (con la nocella, stadio primordiale dell'ovulo, ridotta a poche cellule).[11]. Lo stilo ha uno stigma capitato o bilobo. Il disco nettarifero è presente.

### Frutti
I frutti sono delle capsule fortemente piatte con deiscenza loculicida, o loculicida e setticida o solamente setticida. Le teste dei semi, colorate di nero o marrone scuro, sono striate e con coste longitudinali, oppure sono lisce. L'endosperma non è alveolato.

## Biologia
Le specie di questo raggruppamento si riproducono per impollinazione tramite insetti quali imenotteri, lepidotteri o ditteri (impollinazione entomogama) o tramite il vento (impollinazione anemogama) o tramite l'acqua (Impollinazione idrogama) oppure tramite colibrì (impollinazione ornitogama).
La dispersione dei semi avviene inizialmente a causa del vento (dispersione anemocora); una volta caduti a terra sono dispersi soprattutto da insetti tipo formiche (mirmecoria); nell'acqua sono dispersi soprattutto dalle correnti (disseminazione idrocora).

## Distribuzione e habitat
Le specie di questa tribù sono diffuse in prevalenza nella zona tropicale di America, Africa, Asia e Oceania. Un limitato numero di specie è presente nelle zone temperate dell' Europa.

## Tassonomia
La famiglia Plantaginaceae comprende 105 generi e circa 1900 specie.
Storicamente il raggruppamento delle Gratioleae ha fatto parte della famiglia Scrophulariaceae (secondo la classificazione  di Cronquist). In seguito è stato descritto anche all'interno della famiglia Veronicaceae. Attualmente la classificazione APG lo assegna alla famiglia delle Plantaginaceae.

### Generi
La tribù comprende 28 generi e quasi 300 specie:
- Adenosma R.Br. (22 spp.)
- Bacopa Aubl. (60 spp.)
- Benjaminia Mart. ex Benj. (1 sp.)
- Boelckea Rossow (1 sp.)
- Bythophyton Hook f. (1 sp.)
- Cheilophyllum Pennell (8 spp.)
- Chodaphyton Minod (1 sp.)
- Darcya B.L.Turner & Cowan (4 spp.)
- Deinostema T.Yamaz. (2 spp.)
- Dintera Stapf (1 sp.)
- Dizygostemon (Benth.) Radlk. ex Wettst. (3 spp.)
- Dopatrium Buch.-Ham. ex Benth. (14 spp.)
- Encopella Pennell (1 sp.)
- Gratiola L. (30 spp.)
- Hydrotriche Zucc. (4 spp.)
- Ildefonsia Gardner (1 sp.)
- Lapaea Scatigna & V.C.Souza (5 spp.)
- Leucospora Nutt. (1 sp.)
- Limnophila R.Br. (45 spp.)
- Matourea Aubl. (9 spp.)
- Mecardonia Ruiz. & Pav. (10 spp.)
- Philcoxia P.Taylor & V.C.Souza (8 spp.)
- Schistophragma Benth. ex Endl. (4 spp.)
- Scoparia L. (11 spp.)
- Stemodia L. (45 spp.)
- Tetraulacium Turcz., 1843 (1 sp.)
- Trapella Oliv. (1 sp.)
- Umbraria Scatigna & V.C.Souza (2 spp.)

### Specie italiane
Nella flora spontanea italiana sono presenti solamente due specie di questa tribù:
- Gratiola officinalis L. (Graziella) - Distribuzione italiana: Nord e Centro, Sardegna compresa.
- Limnophila indica (L.) Druce x Limnophila sessiliflora Bl. (Limnofila) - Distribuzione italiana: nel Ferrarese.

Alcune checklist individuano la specie presente in Italia come Limnophila sessiliflora Bl..

### Alcune specie

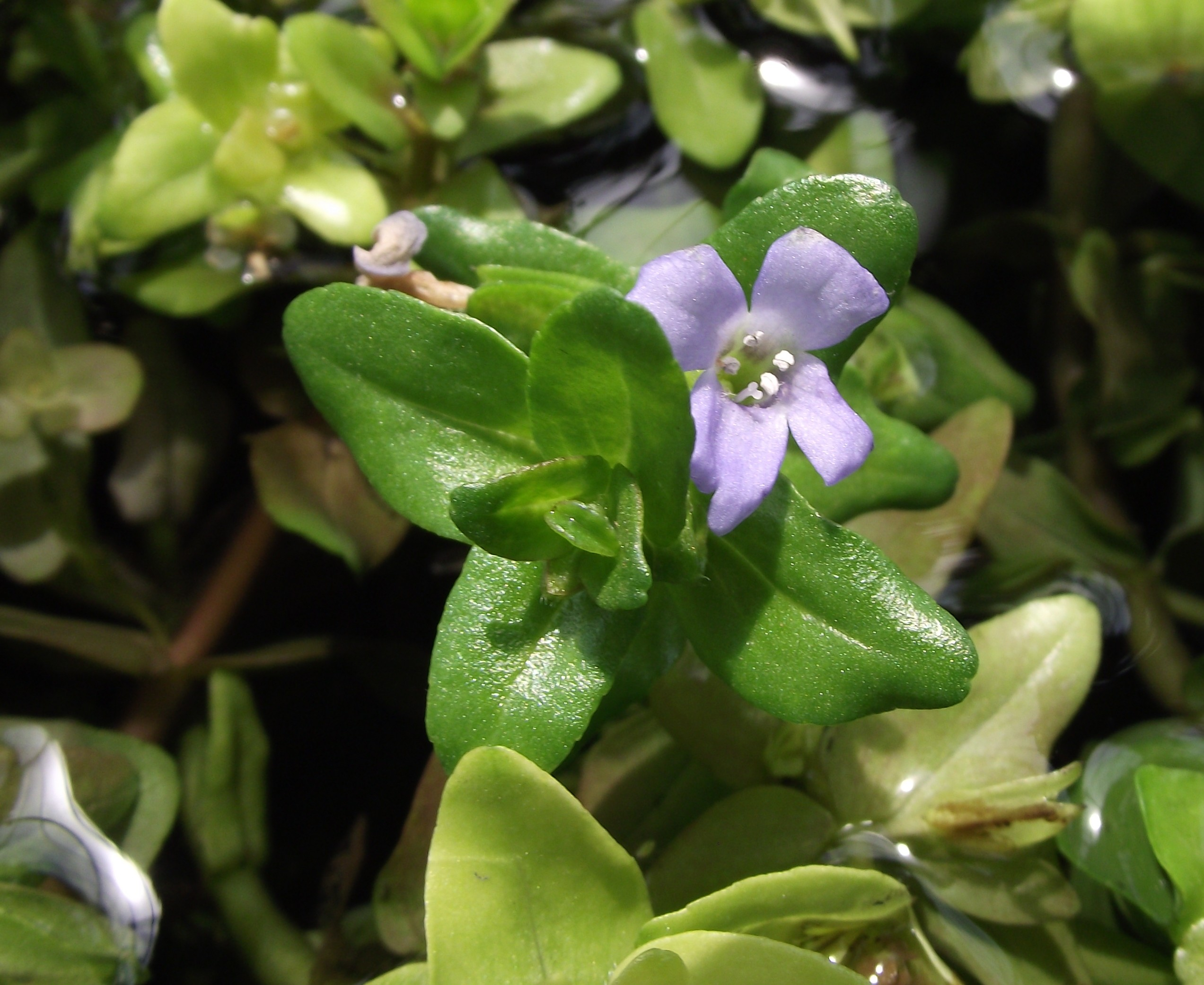
Bacopa caroliniana
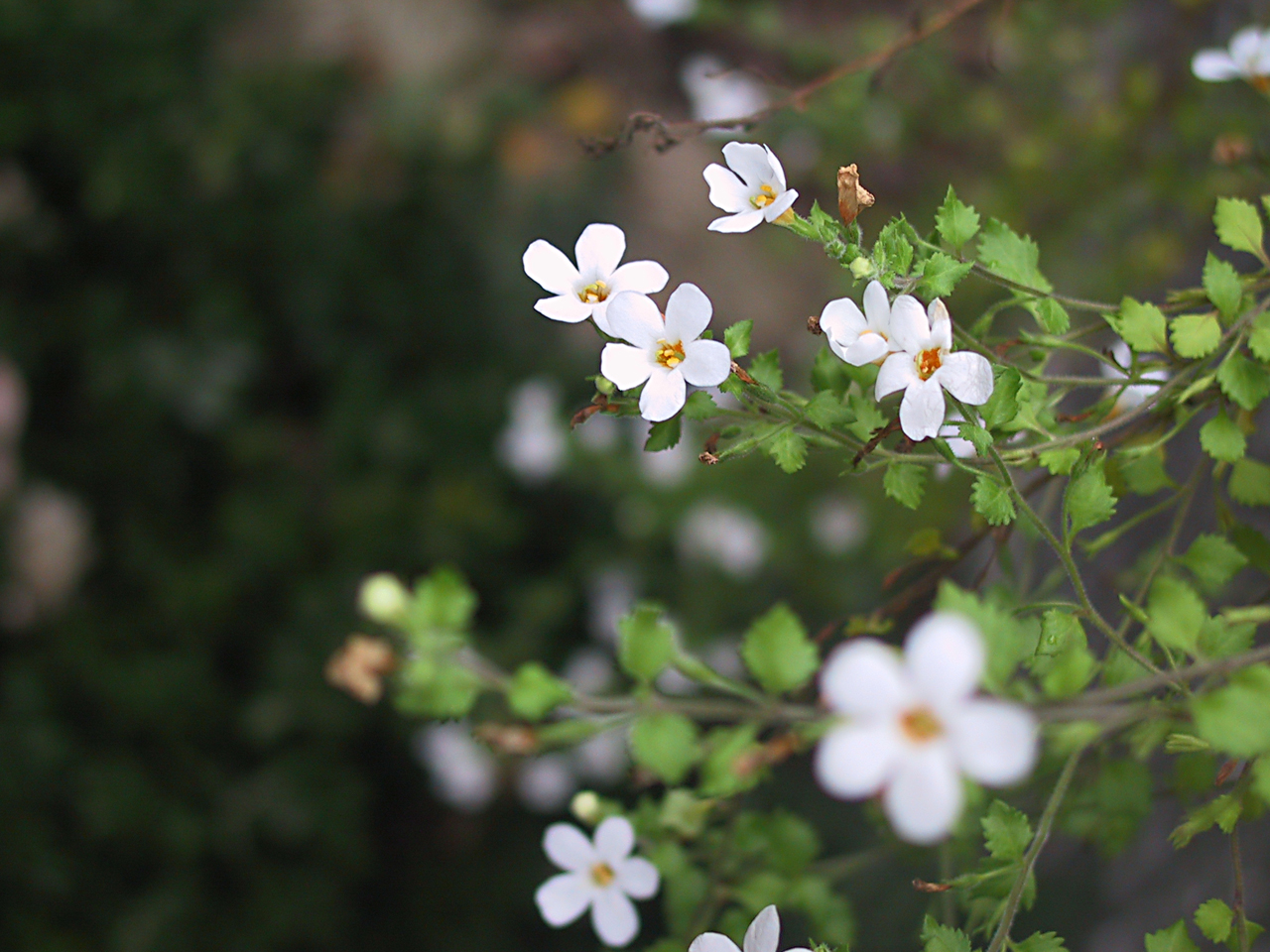
Bacopa diffusa
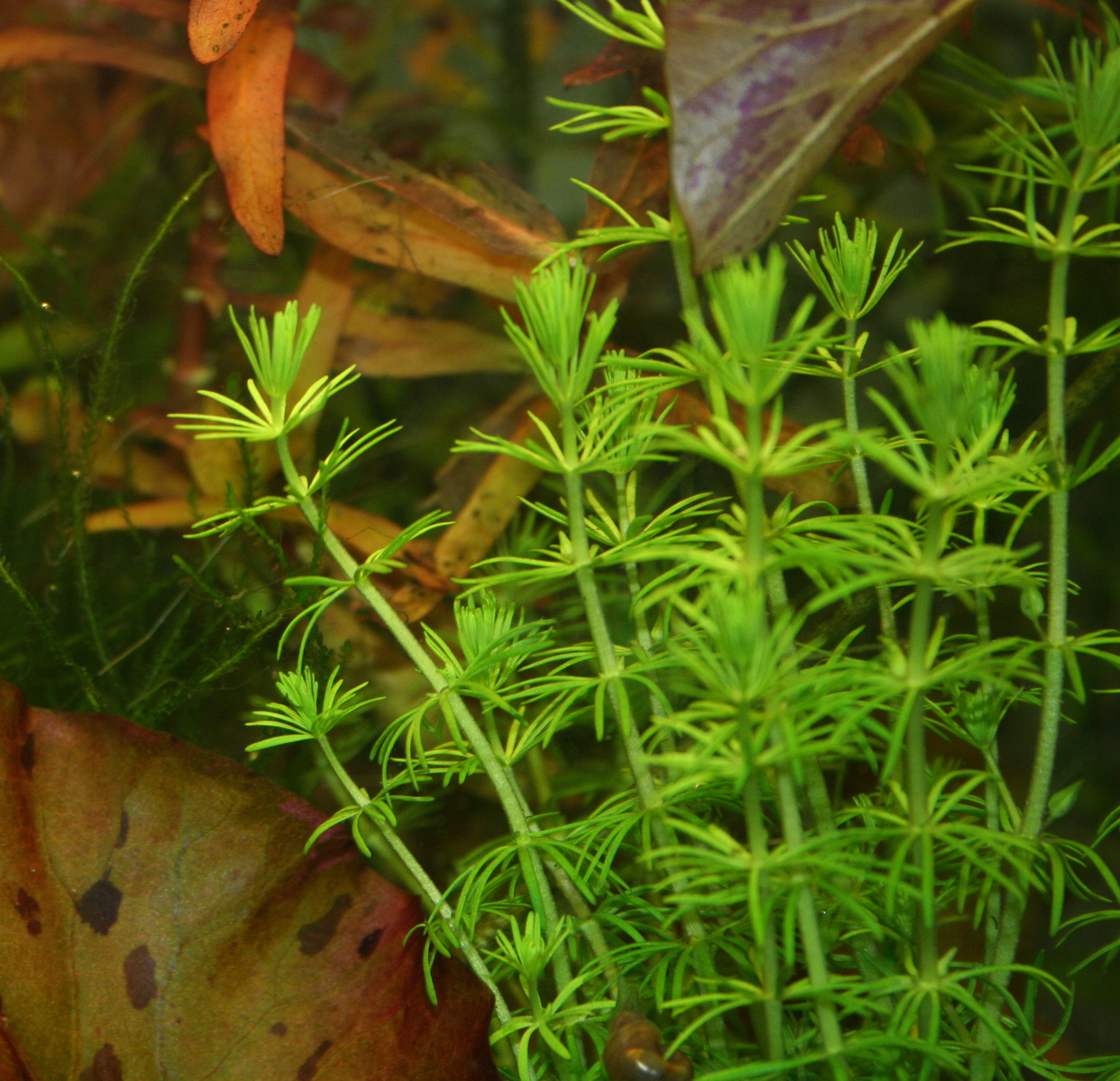
Bacopa myriophylloides
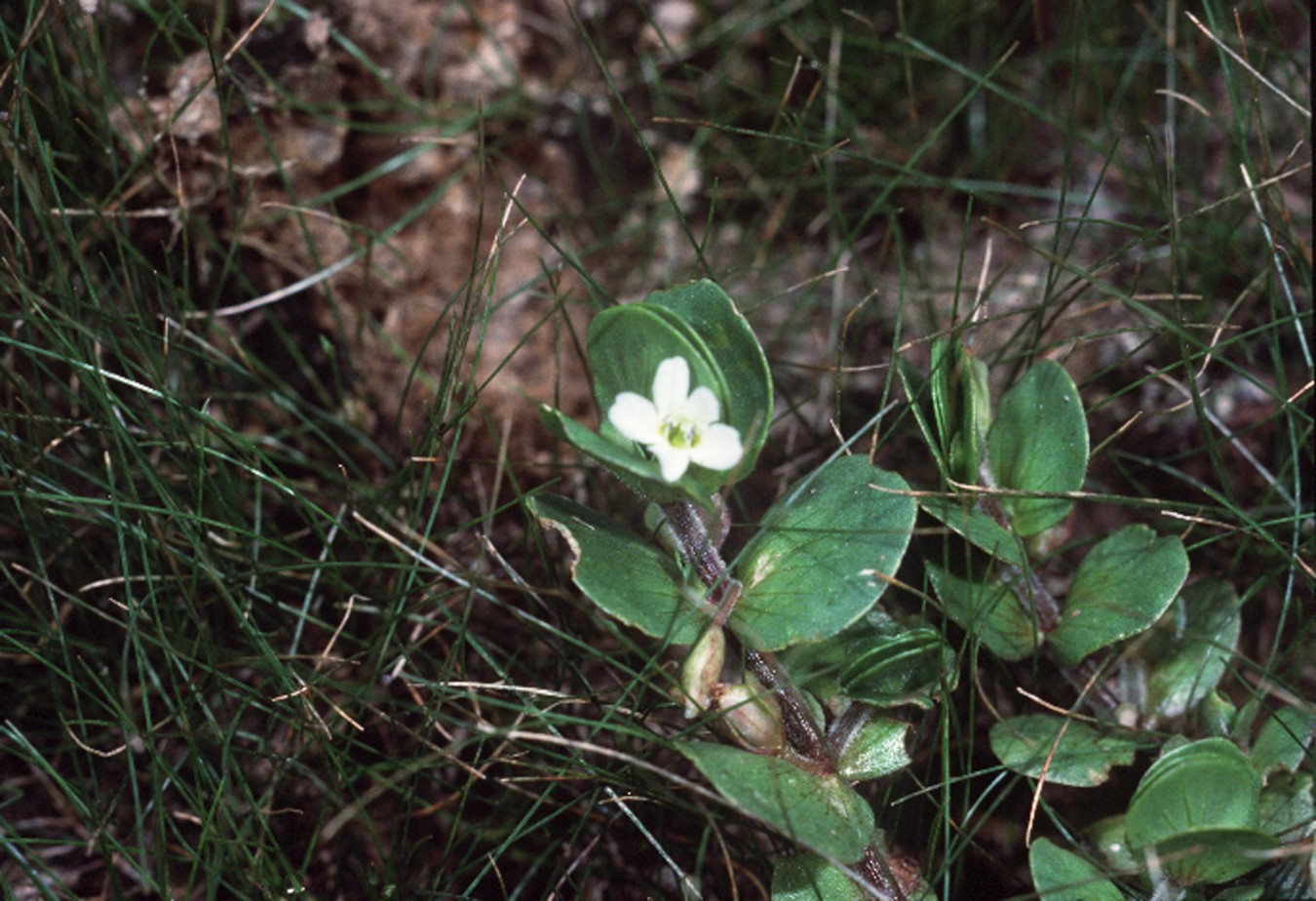
Bacopa rotundifolia
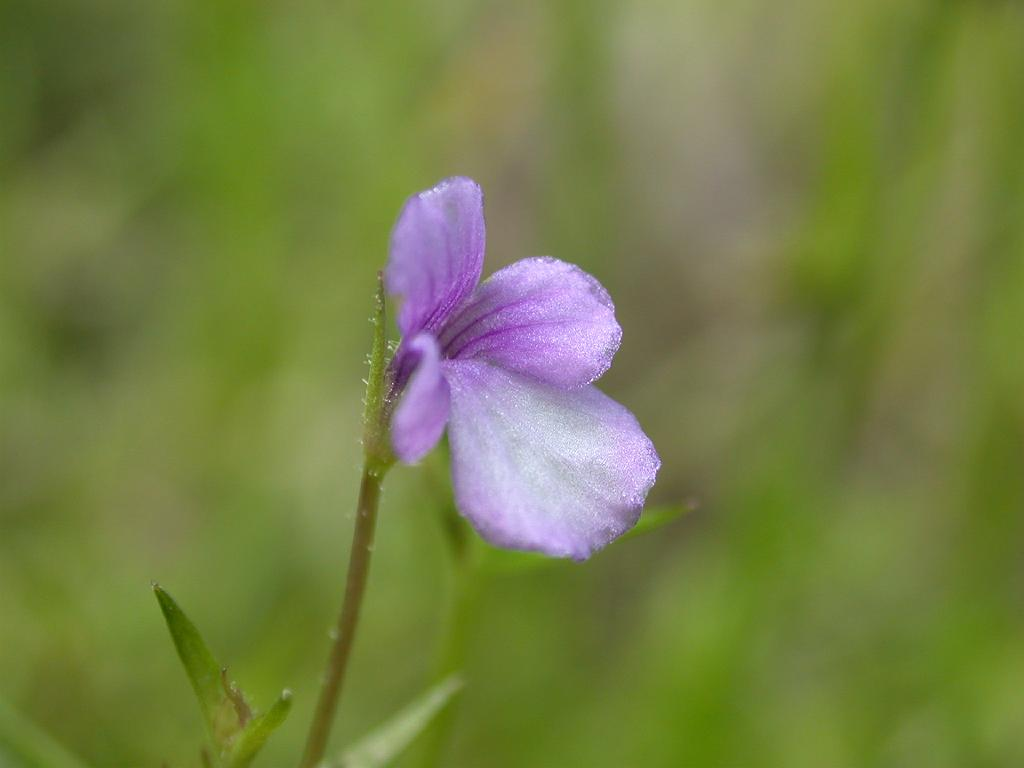
Deinostema violaceum
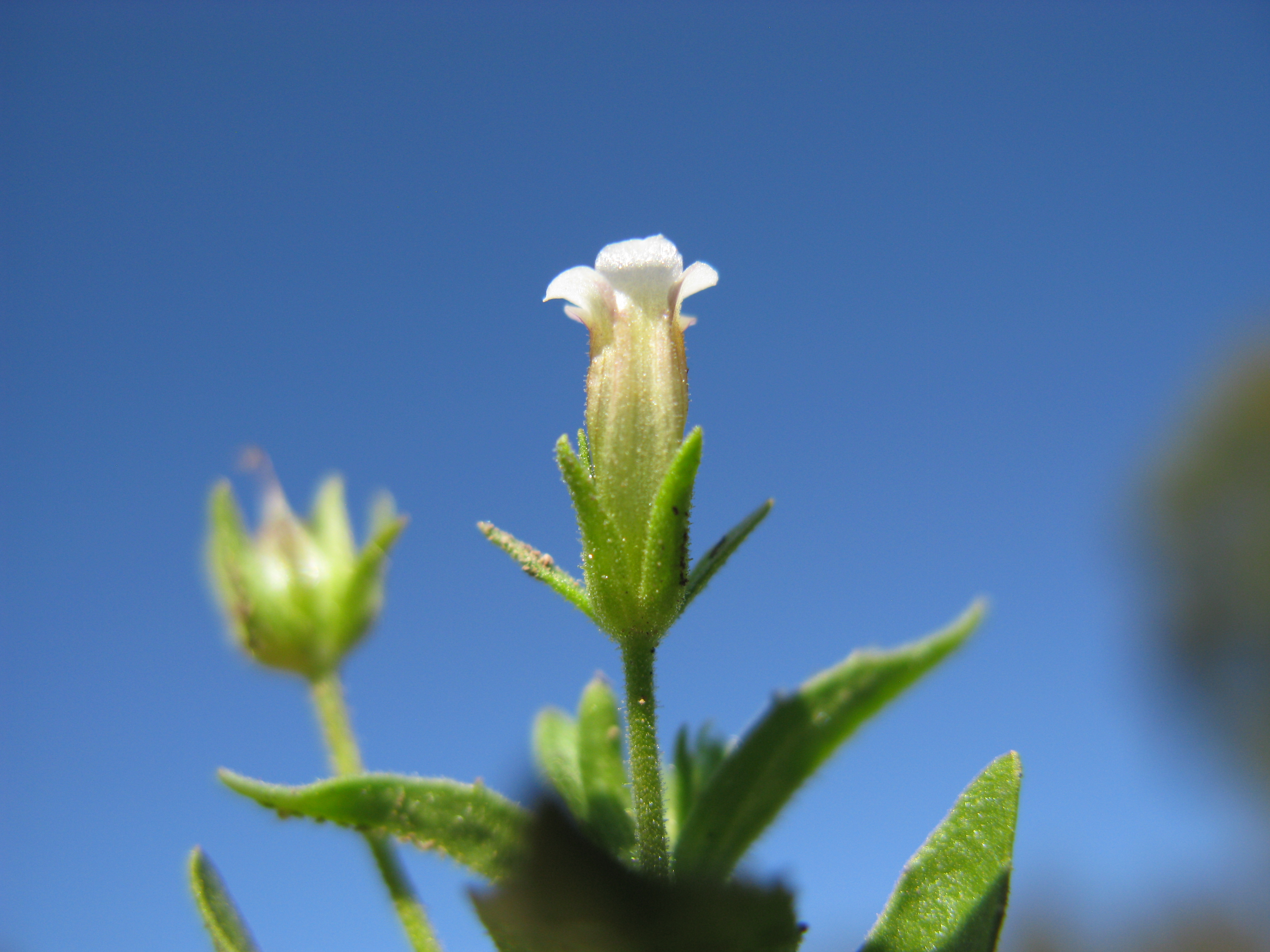
Gratiola pedunculata
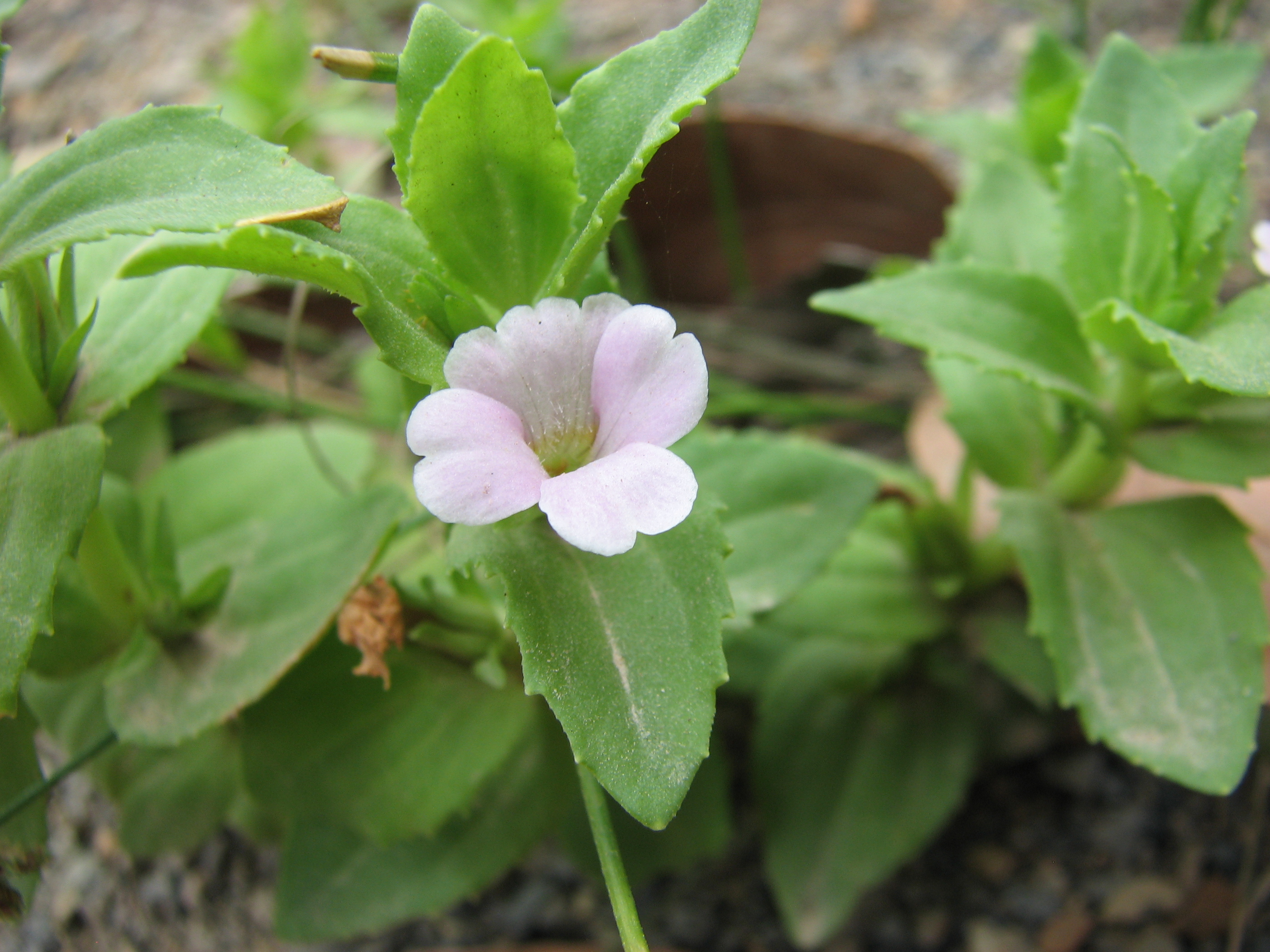
Gratiola peruviana
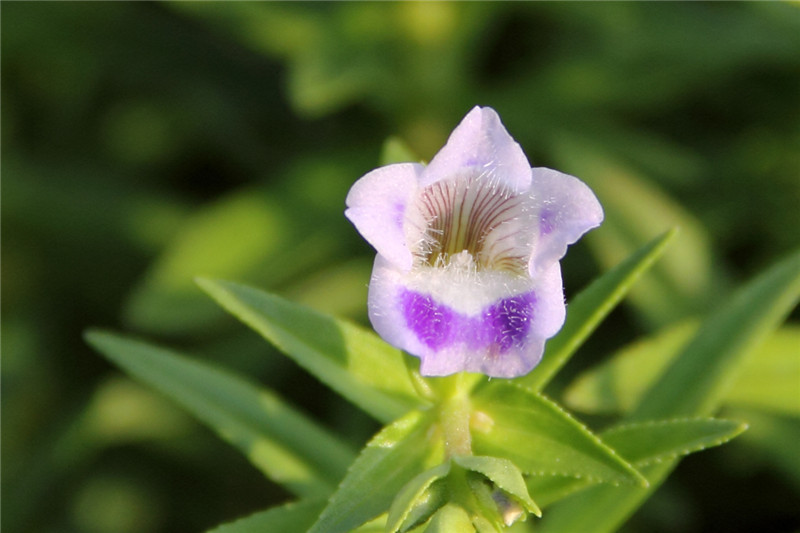
Limnophila heterophylla
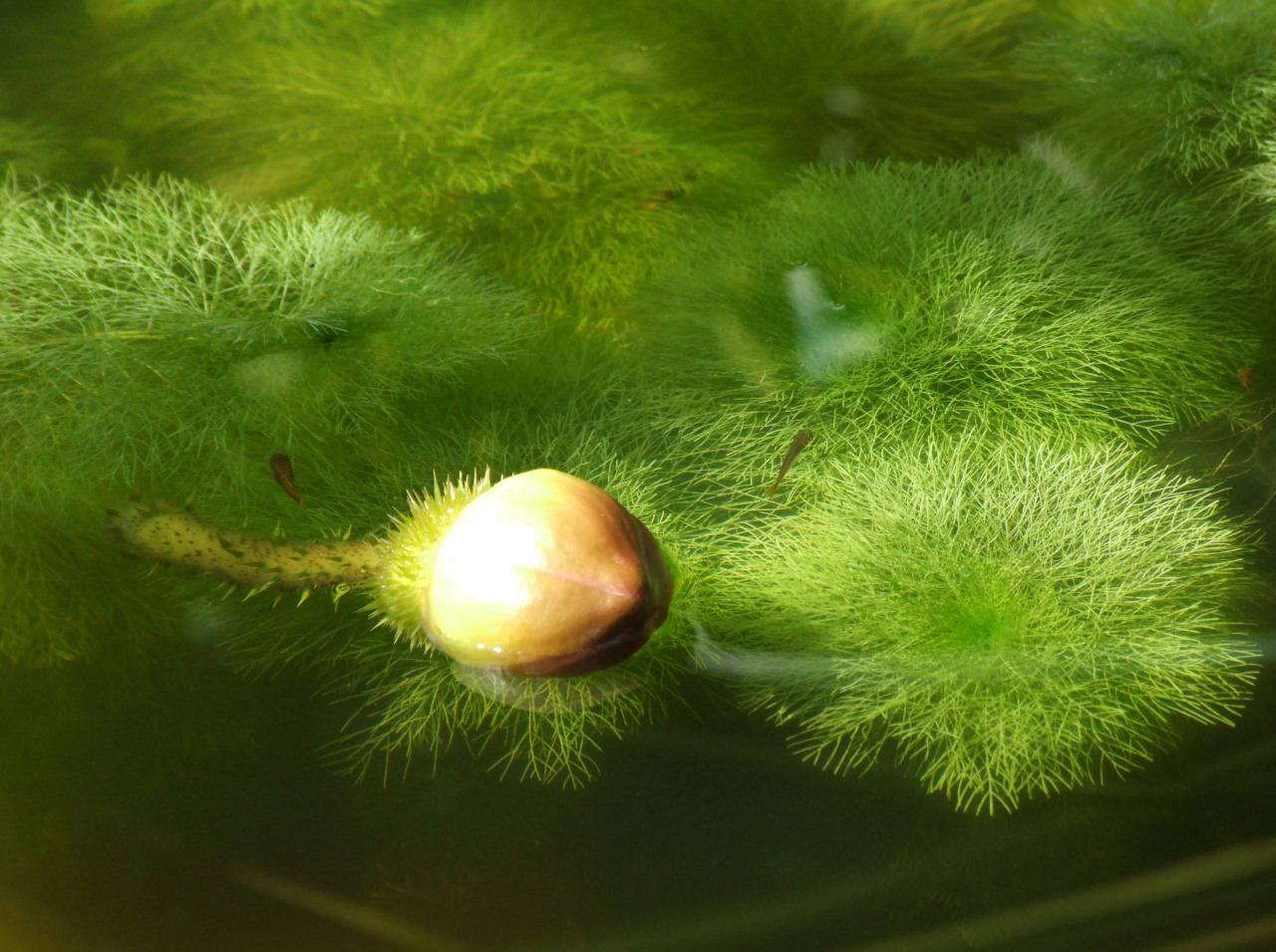
Limnophila aquatica
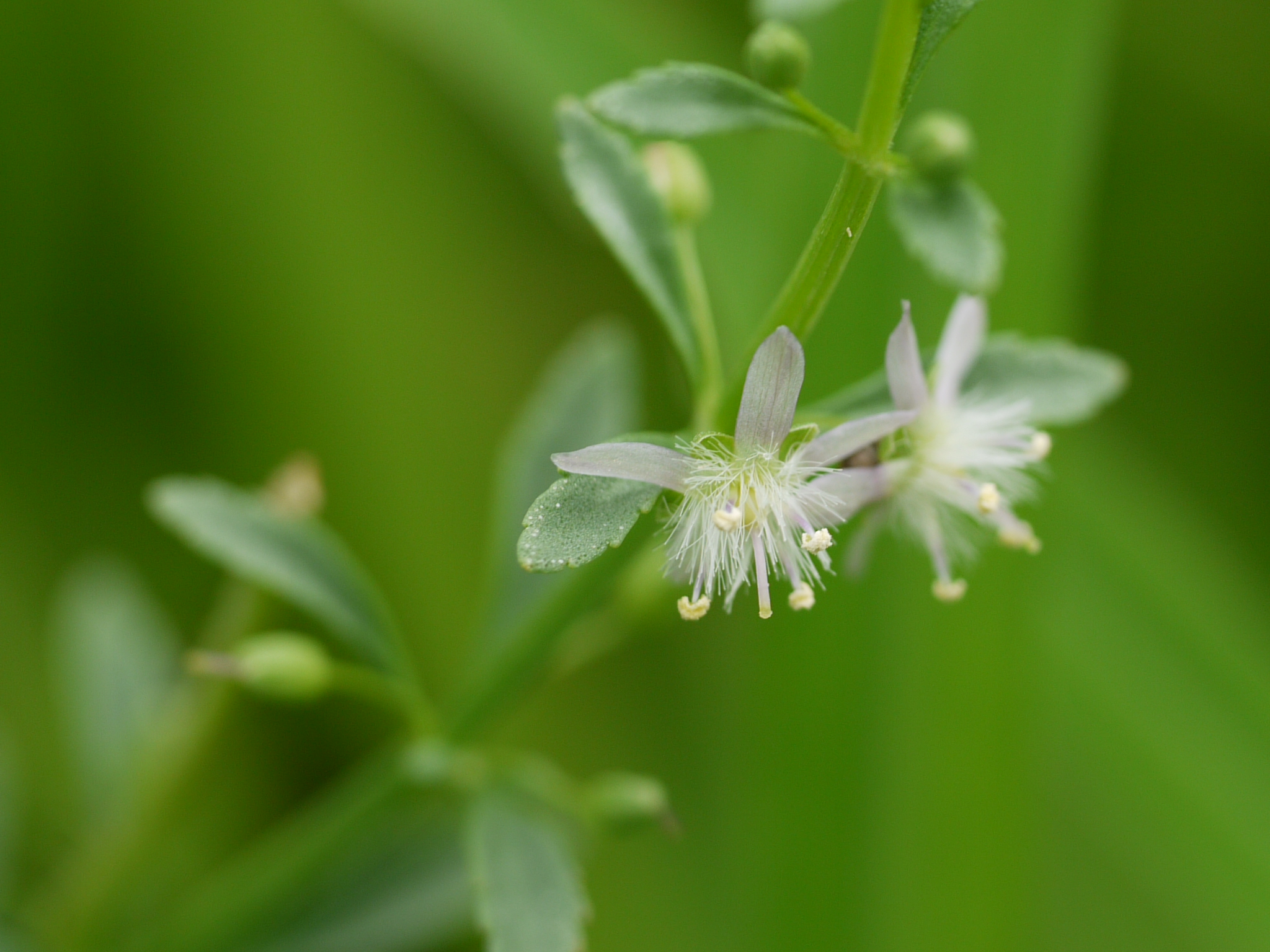
Scoparia dulcis